# Torrenueva
Torrenueva é um município da Espanha na província de Ciudad Real, comunidade autónoma de Castilla-La Mancha, de área  km² com população de 3020 habitantes (2006) e densidade populacional de 21,95 hab/km².

## Demografia
| Variação demográfica do município entre 1991 e 2004 | Variação demográfica do município entre 1991 e 2004 | Variação demográfica do município entre 1991 e 2004 | Variação demográfica do município entre 1991 e 2004 |
| --------------------------------------------------- | --------------------------------------------------- | --------------------------------------------------- | --------------------------------------------------- |
| 1991                                                | 1996                                                | 2001                                                | 2004                                                |
| 3208                                                | 3231                                                | 3189                                                | 3120                                                |